# Gérard Audran

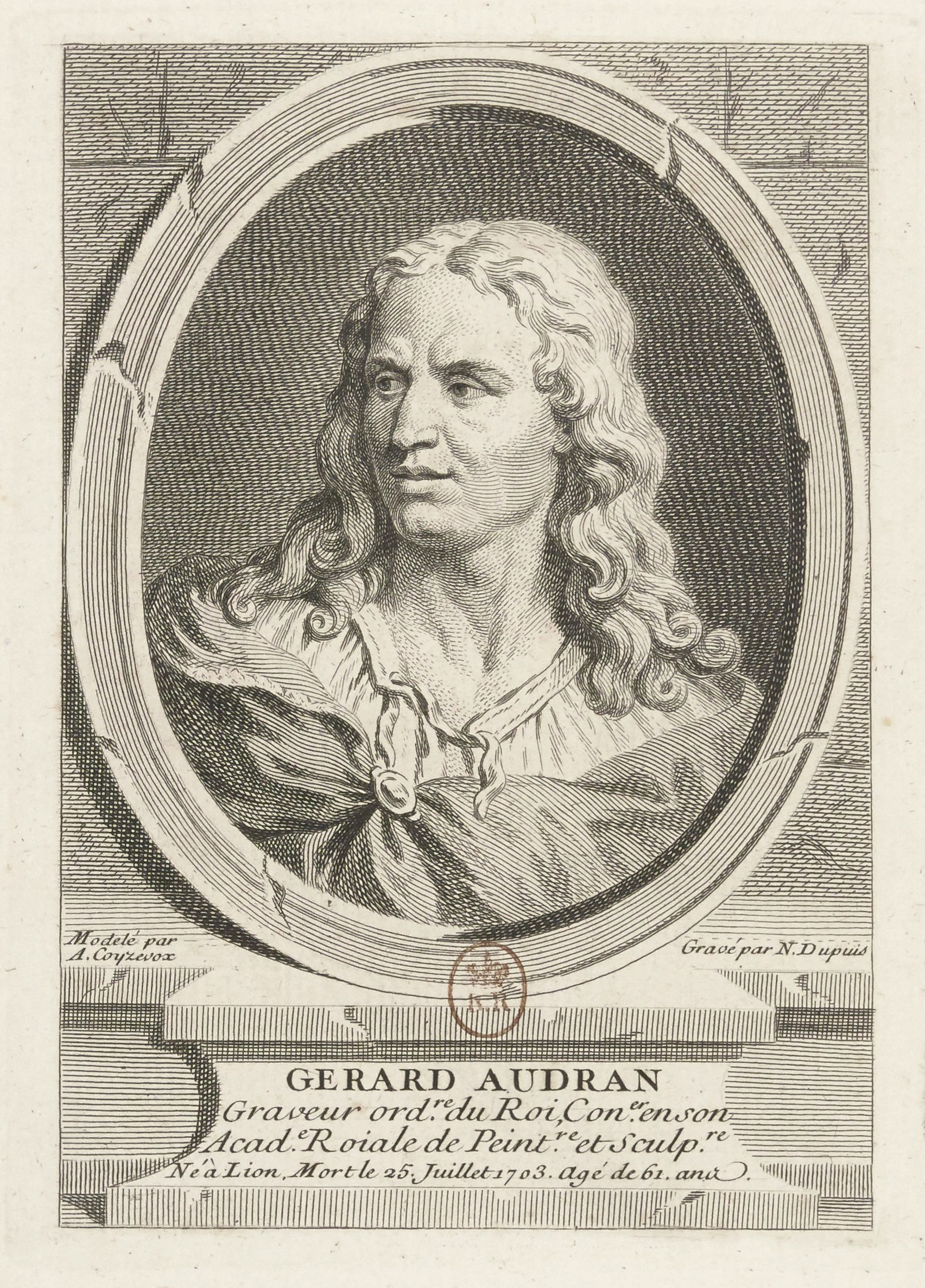
Gérard Audran

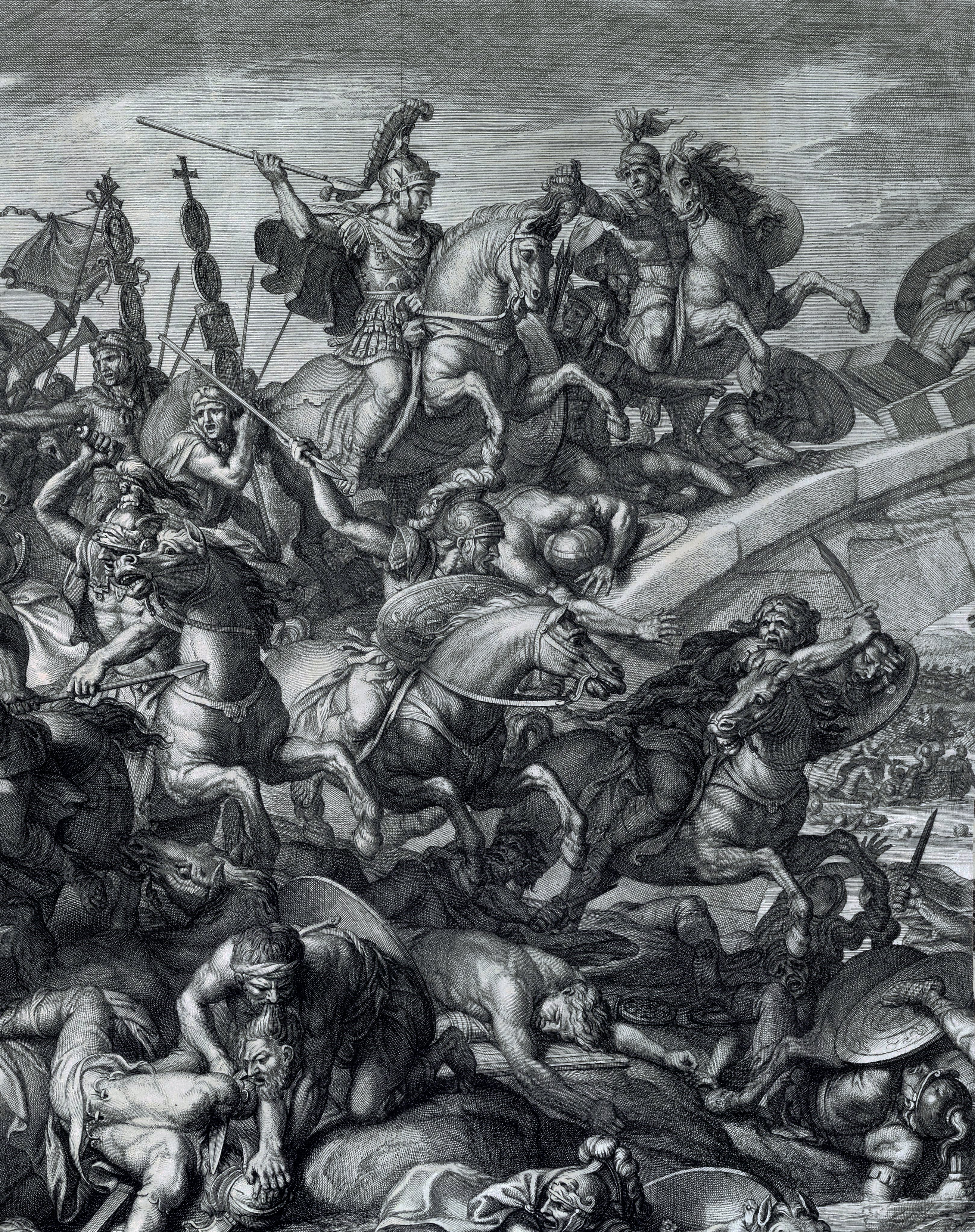
Ausschnitt aus der Schlacht an der Milvischen Brücke, einem Stich nach Charles Le Brun

Gérard Audran (* 2. August 1640 in Lyon; † 26. Juli 1703 in Paris) war ein französischer Radierer und Kupferstecher.

## Leben
Audran entstammte in vierter Generation der Künstlerfamilie Audran. Er war der jüngste Sohn des Kupferstechers Claude Audran (1597–1675) und dessen Ehefrau Hélie (geborene Fratelat). Seine älteren Brüder waren Germain Audran (1631–1710) und Claude Audran der Jüngere (1639–1684). Sein Onkel Charles Audran (1594–1684) war ebenfalls ein Kupferstecher. Er wurde in der Église Saint-Nizier getauft und der Bildhauermeister Girard Cibert war sein Taufpate. Seinen ersten künstlerischen Unterricht erhielt er, ebenso wie seine Brüder, durch den Vater.
Später ging er mit (oder zu) seinem Bruder nach Paris. Seinen künstlerischen und finanziellen Durchbruch verdankte er unter anderem seinem Mäzen Jean-Baptiste Colbert. 1666 unternahm Audran eine Studienreise (→Grand Tour) nach und durch Italien, die mit dreijährigen Aufenthalt in Rom endete. Dort machte er die Bekanntschaft mit dem Maler Carlo Maratta, dessen Schüler er wurde.
Audran stach zahlreiche Blätter nach Raffael, Tizian, Annibale Carracci, Domenichino, Nicolas Poussin, Pierre Mignard, die sich durch eine seltene Gewandtheit und malerische Wirkung der Behandlung auszeichnen. Er war ein Stecher im großen historischen Stil und hat auf für seine Zeit ungewohnt großen Kupferplatten gearbeitet. Er kehrte auf Wunsch von Jean-Baptiste Colbert nach Frankreich zurück, da Probedrucke seiner Platten, die er gerade in Italien gestochen hatte, bereits in Paris bekannt geworden waren. Charles Le Brun, der diese begutachtet hatte, erkannte schnell das Talent des jungen Mannes und drängte den Premierminister dafür zu sorgen, dass er Audran dauerhaft in Frankreich halten solle. Colbert stellte ihm eine Unterkunft bei den Gobelins zur Verfügung und ernannte ihn zum ordentlichen Kupferstecher des Königs. Zudem betraute er ihn mit der Aufgabe die Schlachten von Alexander zu stechen, die Charles Le Brun gerade beendet hatte.
Joseph Guibert schrieb über ihn:

„Der Künstler war ein Meister der malerischen Wikung; sein breiter Stil eignete sich vorzüglich für die großen Kompositionen“

Für die Kupferstiche der Galerie du petit appartemen du Roi nach Pierre Mignard d. Ä. erhielt er 1686 5000 livre ausbezahlt.
Audran hatte zunächst eine Wohnung in den „Gobelins“ und ließ sich später in der Rue St. Jacques aux Deux Pilicrs d’or nieder, wo er ein Ladengeschäft betrieb. Die Stiche, die er dort anbot, wurden im Catalogue des estampes qui se vendent chez G. Audran, graveur ordinaire du Roi verzeichnet. Der französische König Ludwig XIV. ernannte ihn zum Hofkupferstecher. Als solcher wählte man ihn am 21. November 1681 zum Conseiller en l’Académie de peinture et de sculpture und Audran wurde Mitglied der Académie Royale.

## Familie und Schüler
Audran heiratete Hélène Licherie (* um 1637; † 4. Dezember 1718), die Schwester des Malers Louis Licherie (1642–1687).
- Marie-Françoise (getauft am 25. September 1678, gestorben am 1. Juni 1688)
- Hélène (16. März 1680, starb bei der Geburt)
- Hélène II. (geboren am 14. Dezember 1681; gestorben am 7. August 1756), war in erster Ehe verheiratet mit M. Caquet, dem Schatzmeister des Königs und in zweiter Ehe zu M. Pageau, dem Sekretär des Königs.
- Marie (1886, starb im Alter von 6. Monaten)

Seine Neffen Benoît Audran (1661–1721) und Jean Audran (1667–1756) wurden von ihm zu bekannten Kupferstechern ausgebildet. Weitere Schüler waren Louis Desplaces (1682–1739) und Nicolas-Henri Tardieu (1674–1749).

## Werke (Auswahl)
- Die Schlachten Alexanders des Großen 4 Blätter nach Gemälden von Charles Le Brun.
- Die Kuppel der Kapelle von Sceaux: Triumph des Neuen über das Alte Testament 5 Platten nach Charles Le Brun.
- Die Deckengemälde der Petite Galerie des königlichen Petit Appartement in Versailles 3 Platten nach Pierre Mignard d. Ä.
- Die Kuppel der Kirche Val-de-Grâce 6 Platten nach Zeichnungen von Michel Corneille nach Fresken von Pierre Mignard d. Ä.
- Bacchus et Ariadne nach Noël Coypel

Schriften
- Les Proportions du corps humain mesurees sur les plus belles figures de l’antiquité. Paris 1683, doi:10.11588/diglit.6011.

## Ehrungen
- Die Rue Audran im 18. Arrondissement von Paris wurde ihm zu Ehren benannt
- Die Rue Audran in 1. Arrondissement von Lyon trägt ebenfalls seinen Namen
- Der Brunnen am Place des Jacobins (Lyon) wird von vier Figuren geschmückt, neben Gérard Audran sind der Maler Hippolyte Flandrin, der Bildhauer Guillaume Coustou der Ältere und der Architekt Philibert de l’Orme zu sehen.